# Freia (chocolat)
Freia est une entreprise norvégienne de fabrication de bonbons au chocolat. La société est célèbre pour ses bonbons Freia Melkesjokolade et Kvikk Lunsj, ainsi que pour d’autres confiseries et desserts.

## Historique
La société a été fondée en 1889 par Olaf Larsen, et a commencé à être connue à partir de 1892, lorsque Johan Throne Holst (1868-1946) en a pris la direction. Holst s'est rendu compte qu'il existait un marché potentiel pour le chocolat au lait, en plus du chocolat noir et d'autres produits mineurs que Freia fabriquait à l'époque. Holst a développé Freia pour devenir le premier fabricant de chocolat en Norvège. Au tournant du siècle, Freia devient la principale marque norvégienne de confiserie. 
La société s'est engagée pour l'amélioration des conditions de travail, avec la création du Parc Freia (Freiaparken) et de la Halle Freia (Freia-salen).  
En 1920, Johan Throne Holst commande à l'artiste Edvard Munch 12 tableaux intitulés Fresque Freia. En 2019, ils sont toujours exposés dans la cantine de l'usine,. Depuis sa création, l’usine est située dans le quartier Rodeløkka de l’arrondissement Grünerløkka à Oslo.  
Fort de son succès en Norvège, la famille Throne-Holst fonda en 1916 la fabrique de chocolat Marabou à Sundbyberg, près de Stockholm en Suède, puis déménagea en 1943 sur le site d'Upplands Väsby toujours en activité en 2019. Le nom Freia (ou Freja) n'a pas pu être utilisé en raison d'un conflit de marque en Suède. Le nom Marabou a été choisi à cause de la cigogne marabout, l'espèce d'oiseau figurant sur le logo Freia.

## Rachat de l'entreprise
Freia a été achetée en 1993 par Kraft Foods Nordic (aujourd'hui Mondelez International) pour 3 milliards de couronnes norvégiennes. Le produit phare de la société est, depuis sa création, la friandise au chocolat au lait Freia Melkesjokolade. Sur la base de ce produit célèbre, Freia produit plusieurs autres barres chocolatées, avec des noix, des raisins secs, des biscuits et des ajouts de morceaux de Daim. La marque a toujours été commercialisée dans un esprit romantique national - comme l'essence de tout ce qui est norvégien. Leur slogan est "Et lite stykke av Norge" (Un petit morceau de Norvège). 
Une partie de la production est toujours réalisée à Oslo, une autre partie a été délocalisée en Lituanie, en Estonie et en Suède à la suite de la restructuration de la société mère au milieu des années 2000.